# Treball de part
|  | Per a altres significats, vegeu «Part (desambiguació)». |

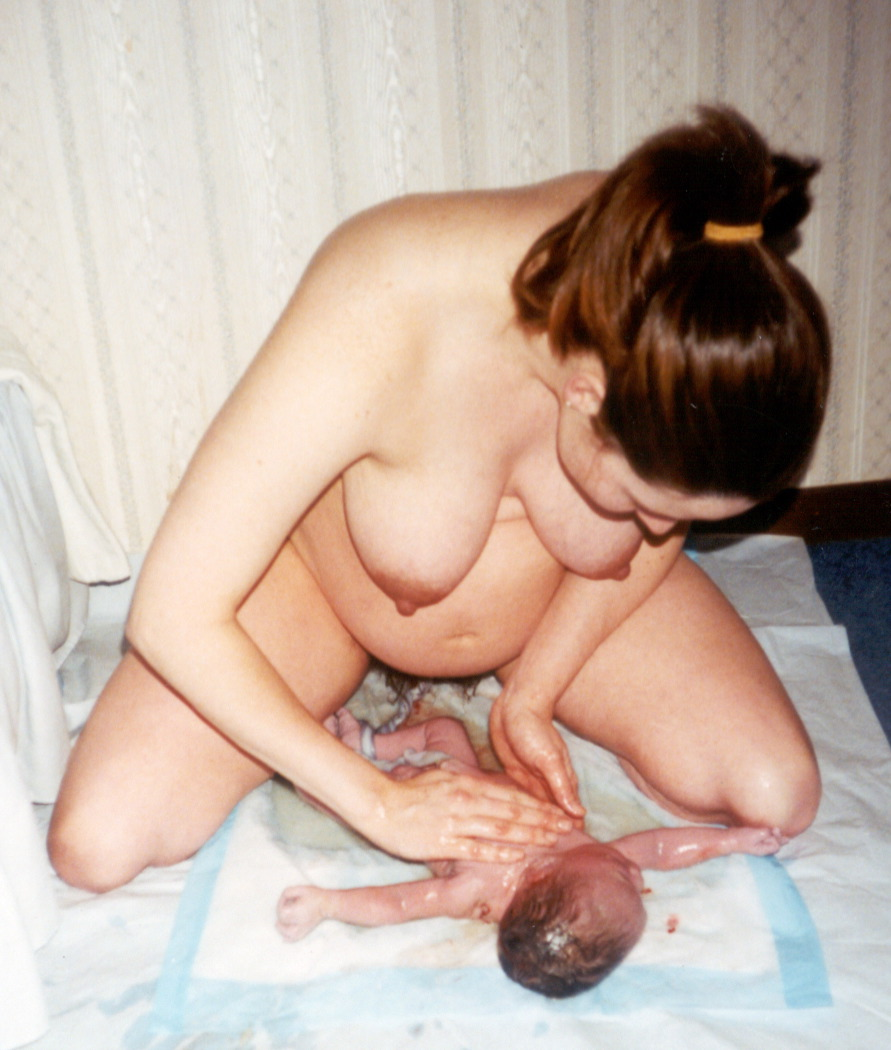
Imatge d'un part humà

El part, naixement o naiximent és un conjunt de processos fisiològics de la dona que tenen com a resultat el procés d'expulsió del fetus com a finalització de l'embaràs i inici del postpart. Però també és una vivència única en la vida maternal i sentimental d'una parella. És considerat per molts l'inici de la vida de la persona, i l'oposat de la mort. L'edat d'un humà es defineix per aquest fet en moltes cultures.

## Fisiologia del part
La fisiologia de l'organisme de la mare en el part i en el postpart no es coneixen prou bé. És possible que l'inici de les contraccions uterines que inicien el part estiguin produïdes per un augment de la concentració d'algunes prostaglandines i per l'augment del nombre de receptors de l'oxitocina. Els amnis i el cori produeixen fosfolípids que són metabolitzats en àcid araquidònic, amb el qual es sintetitzen els icosanoides prostaglandina I (PGI) i prostaglandina F (PGF). Se sap que la quantitat de PGI i PGF augmenten en la mare durant el part humà. Els canvis bioquímics que antecedeixen el treball de part tenen com a finalitat alliberar al miometri dels elements inhibitoris presents durant l'embaràs, com la progesterona, relaxina, prostaciclines, lactogen placentari i òxid nítric. D'altra banda, altres proteïnes associades a la contracció muscular, com l'oxitocina i altres prostaglandines estimuladores, estimulen o activen l'úter.
(Vegeu també fisiologia de les contraccions en el part.)

## Etapes del part

### El prepart
Es considera prepart o latència del part quan la dona presenta dinàmica uterina, sense complir les condicions necessàries de part; és, per tant, una etapa de l'embaràs. Se sol produir entre les setmanes 37 i 42 del període de gestació. És la preparació de la dona envers la fase següent: el part.

### El part

Fases del part

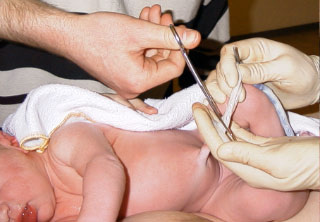
Tall del cordó umbilical al nadó

Es considera que una dona està de part quan presenta contraccions uterines intermitents, involuntàries i regulars, que augmenten d'intensitat i freqüència, habitualment doloroses. Al mateix temps s’ha de constatar la contracció del coll uterí, seguit de la dilatació del seu orifici. El part pròpiament dit consta de tres fases:
1. Fase de dilatació. S'inicien les contraccions uterines que passen de produir-se cada 30 minuts a donar-se cada 3 minuts, mentre que els músculs de la vagina es relaxen i dilaten de 4 mm a 11 cm aproximadament. La criatura és impulsada cap endavant i es produeix l'amniorrexi, que és el trencament de la bossa amniòtica amb la sortida del líquid amniòtic (entre 3 i 5 litres); procés denominat col·loquialment com trencar aigües. Aquesta fase acostuma a durar unes 8 hores.
2. Fase d'expulsió. En ella les contraccions es donen cada 2 minuts i són més intenses, la qual cosa provoca la sortida de la criatura aproximadament al cap de mitja hora, per les contraccions de l'úter i per la força de la mare empenyent amb el diafragma. Se li talla i nua el cordó umbilical, que poc després es convertirà en el melic o llombrígol. La part tallada de cordó es pot llençar o bé donar a un banc de teixits per a curar malalties de nens i grans (vegeu donacions de cordó umbilical).
3. Fase de deslliurament. En ella, uns 15 minuts després de l'expulsió, es reinicien les contraccions i s'expulsa la placenta, que prèviament s'havia després, procés que ve acompanyat de petites hemorràgies. Es considera l'última de les etapes del part, tot i que alguns pensen que hi ha una quarta etapa, la de recuperació total de la mare, unes 2 hores després del deslliurament.

### El postpart
El cicle de la mare que comença per l'embaràs no acaba amb l'expulsió del nen fora del ventre, sinó que el part indica només un punt d'inflexió d'aquest cicle, que culmina quan acaba el postpart. Així, el part pròpiament dit per a la mare i el seu fill o filla no acaba amb el tall del cordó umbilical, sinó unes dues hores després, tot i que per a alguns corrents més conservadors aquestes hores ja pertanyen al postpart, concretament són el puerperi immediat. En aquest temps és molt important que el nen o nena toqui directament la pell de la mare.
El puerperi o postpart és el període que comença just després del part; o després del puerperi immediat, segons les fonts; i dura d'unes sis setmanes a dos mesos, en el qual el cos de la mare recupera la situació prèvia a l'embaràs. Durant el puerperi, que coincideix amb les primeres setmanes de vida del nounat, la mare experimenta grans canvis físics, hormonals i psicològics. Per a la resta del nucli familiar també suposa un xoc emocional, al qual hauran d'adaptar-se, i aprendre a compartir-lo.

## Descripció del part
El moment del part ha de ser sempre un acte íntim que requereix un entorn que afavoreixi la confiança, la comoditat i relaxació de la futura mare. L'ambient paritori cal que sigui en tot moment, tant pel nounat com per a la dona, silenciós, amb poca llum i amb portes tancades, per a preservar la comoditat, relaxació i intimitat. El temps d'una dilatació uterina normal en la fisiologia humana és d'entre 12 i 16 hores, tot i que hi ha casos excepcionals una mica més ràpids. El nombre de professionals cal que sigui el mínim possible. Si la mare ho vol, té dret a un acompanyant no-professional escollit per ella. La mare pot beure l'aigua i líquids, excepte llet i làctics, que necessiti en tot moment des del seu ingrés, durant el treball de part i fins a la sortida de l'hospital; no s'ha d'esperar que acabi de parir perquè es pugui hidratar.
És fonamental posar el nounat en contacte amb la mare (mètode pell a pell), sobre el seu pit i abdomen, tan bon punt neix, abans de rentar-lo i vestir-lo i durant almenys una o dues hores sense interrupció. El nen és rentat (ho pot fer la mare mateixa, si vol) amb una tovalloleta humida mentre és nu sobre la pell de la mare, que el pot acaronar i ocupar-se d'ell. Uns dos a cinc minuts més tard, encara sobre ella, es pot fer el pinçament del cordó umbilical. Es pot posar una polsera identificativa al nounat mentre és encara amb la mare, però la resta d'operacions (com pesar-lo, vestir-lo, maniobres preventives, exploració completa, etc.) han de posposar-se a les dues hores d'intimitat que el nadó té amb la seva mare, temps en el qual han de gaudir d'un entorn agradable, amb llum suau, silenci, portes tancades i com a màxim una llevadora, si la mare ho desitja, com a persones alienes a l'entorn íntim de la mare, i només en els primers minuts.

### Part normal (part natural)
El part normal és el procés fisiològic íntim i únic amb el qual una dona finalitza el seu embaràs en el temps escaient, en el qual estan implicats factors psicològics i socioculturals. El seu inici és espontani, es desenvolupa sense complicacions, no implica més intervenció que el suport respectuós d'ell mateix i culmina amb el naixement.

#### Part vertical
En alguns països del primer món, des del segle xx i a causa de la medicalització del cicle femení embaràs-part-postpart, era habitual que les dones ingressessin a l'hospital i se'ls aconsellés de jeure en un llit. La posició en decúbit durant la dilatació és pràctica per al personal sanitari, ja que als professionals els resulta una posició més ergonòmica per a fer exàmens vaginals o auscultar el fetus. Tanmateix, nombrosos estudis han revelat que aquesta posició és negativa pel part i pel fetus, ja que la postura horitzontal afavoreix que el pes de l'úter comprimeixi els vasos sanguinis abdominals i, per tant, restringeix el flux sanguini de l'úter i de la placenta. Estudis observacionals indiquen que la posició supina, encara més si és durant períodes llargs, sense poder canviar de posició, pot tenir efectes fisiològics adversos per a la mare i el nounat.
A més, quan la dona pot escollir la posició en què se sent millor, sol anar canviant de postura a mesura que el treball de part de dilatació avança, i és molt rar que lliurement escullin estar ajagudes. Solen preferir estar dretes, caminant o en repòs, o bé assegudes o agenollades. Avui dia existeixen llits que permeten el part en posició vertical i aquesta és una opció més en tot hospital preparat pels parts mínimament equipat.
Als hospitals el part vertical els resulta menys costós, ja que hi ha estudis que demostren que les posicions verticals i el fet de poder caminar redueixen el període de dilatació i, per tant, els costos lligats al temps d'estada de la mare a l'hospital. A més, en principi segons aquests estudis tenen menys possibilitat de necessitar anestèsia epidural, però alguns pensen que podria ser un resultat dels estudis de tipus no causal (és a dir, que va sortir així per casualitat). En qualsevol cas, cal animar les mares a triar la posició que prefereixin, però que, si aquesta és la supina (estirada al llit), no s'hi estiguin durant llarg temps, que s'hi aixequin, s'asseguin o caminin una mica de tant en tant.

### Part vaginal no natural

#### Anestèsies i psicolèptics
L'anestèsia epidural consisteix en l'administració de diferents fàrmacs analgèsics -sobretot analgèsics locals- mitjançant un catèter situat a l'espai epidural proper a la medul·la espinal de la mare. Triga més a fer efecte, i després aquest dura més temps que en el cas de l'anestèsia intradural, que és l'anestèsia infiltrada a l'espai intradural (al voltant de la medul·la espinal).
Es pot aplicar, si la dona ho vol, quan les contraccions esdevenen intenses i es té ja un cert grau de dilatació cervical, tot i que haurà de valorar-ho abans del part amb un traumatòleg si ella té algun antecedent d’accident amb lesió a l'esquena, d’operacions o de desviacions de columna.
Aquest tipus d'anestèsia està contraindicada en parts quan la dilatació està ja molt avançada. L’anestèsia epidural, la porta a terme un anestesista.
L'anestèsia local s’infiltra prop del canal medul·lar mitjançant la punció amb agulla fina a la zona lumbar. Poc després notarà que el dolor desapareix, però pot persistir la sensació de tacte. Es deixa col·locat un catèter prim per poder infiltrar més anestèsic si és necessari. L'efecte dura fins després del naixement del bebè.

#### Incisió quirúrgica al perineu
Una episiotomia és la realització d'una incisió quirúrgica a la zona del perineu femení, que comprèn pell, pla muscular i mucosa vaginal; la finalitat n'és ampliar el canal "tou" per abreujar el part i accelerar la sortida del fetus. Es realitza amb anestèsia local amb tisores o bisturí i requereix sutura. És un dels procediments mèdics més comuns que es realitzen a les dones, i encara que el seu ús rutinari en el part ha disminuït en les últimes dècades, segueix sent una pràctica generalitzada en moltes parts del món. La seva utilitat és controvertida, i en tot cas el seu ús hauria de ser restrictiu, ja que pot provocar danys perineals i rectals.

#### Fòrceps o altres utensilis externs

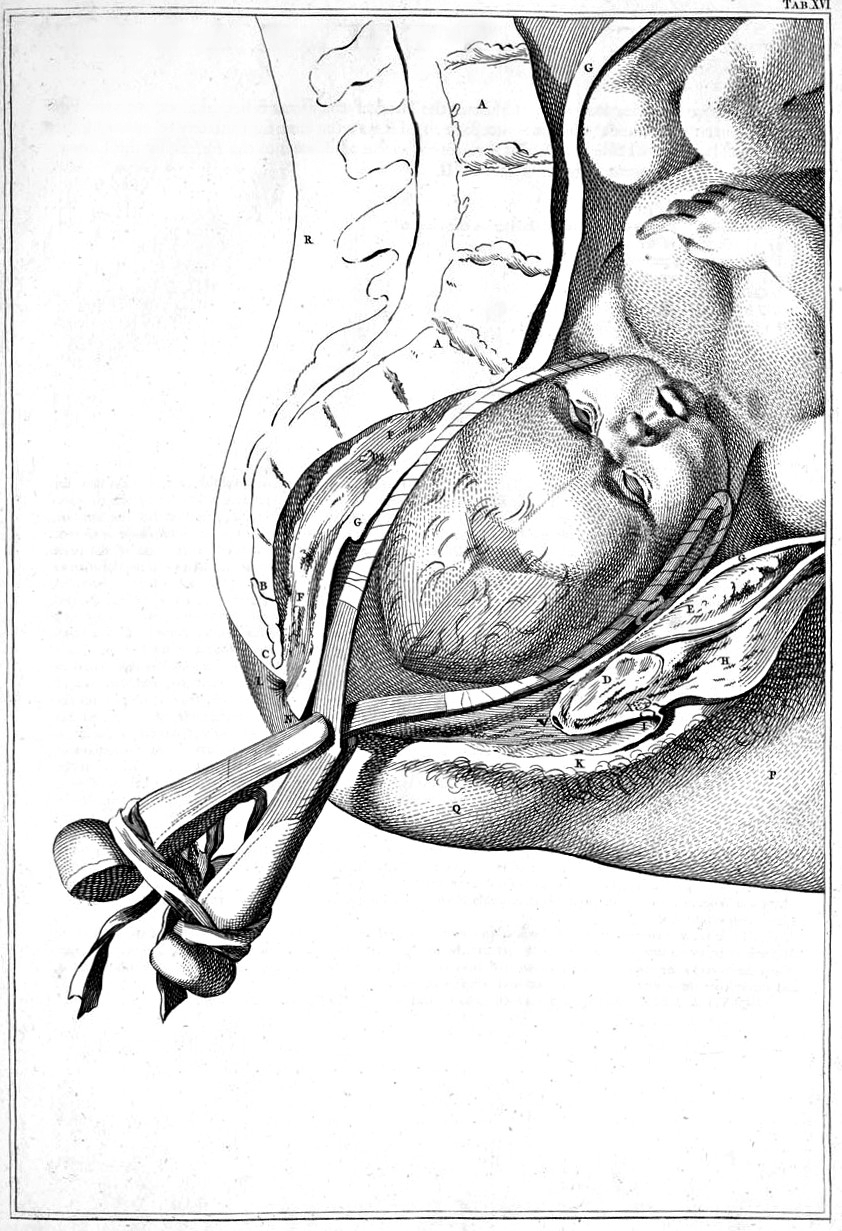
Dibuix d'un part amb fòrceps

Fins ara es considerava normal, en un primer part, que el ginecòleg hagi d’ajudar a sortir el cap del nadó mitjançant algun instrument obstètric per evitar un part prolongat i per escurçar el període expulsiu. Actualment es promou el part natural seguint sempre el ritme de la dona i intentant intervenir-hi el mínim possible.
Els instruments que més s’utilitzen són: 
- L'espàtula de Thierry, que fa la funció d’un calçador.
- La ventosa obstètrica, que actua mitjançant l’aplicació del buit per la tracció del cap.
- El fòrceps obstètric, que permet girar i extreure el cap.

Cap d'aquests instruments, en mans de professionals i amb les indicacions de l’obstetrícia moderna, no són en principi perjudicials per al nounat.

### Part abdominal (cesària)
La cesària o part abdominal és una cirurgia major consistent a tallar de banda a banda el ventre (tall profund, també es talla l'úter) d'una dona prenyada, prèviament sedada, separar els diferents teixits amb els dits i extreure la placenta i la bossa amniòtica (amb el fetus dins), cosir l'úter i cosir també la ferida exterior amb fil autoabsorbent o amb grapes. Permet extreure elements sense haver de passar a través dels ossos pelvians, cosa que la distingeix de l'episiotomia. La dona és generalment sotmesa a anestèsia local, sovint raquianestèsia (a l'àrea raquídia, per blocar les arrels medul·lars sensitives) o de vegades epidural (a l'interior de l'espai epidural, per blocar les zones inervades pels nervis espinals). Dura menys de 25 minuts en total, i no cal que la mare faci cap treball de dilatació previ ni de part.
Si l'equip sanitari no és capaç de separar l'úter de la placenta, llavors l'extreu també; i la cesària s'anomena aleshores histerectomia cesària. Una altra possibilitat és que no sols se n'extregui la placenta i l'úter, sinó, a més, el terç superior de la vagina i els ganglis limfàtics de la zona: és el cas de la histerectomia ampliada.

## Disseny del procés del part

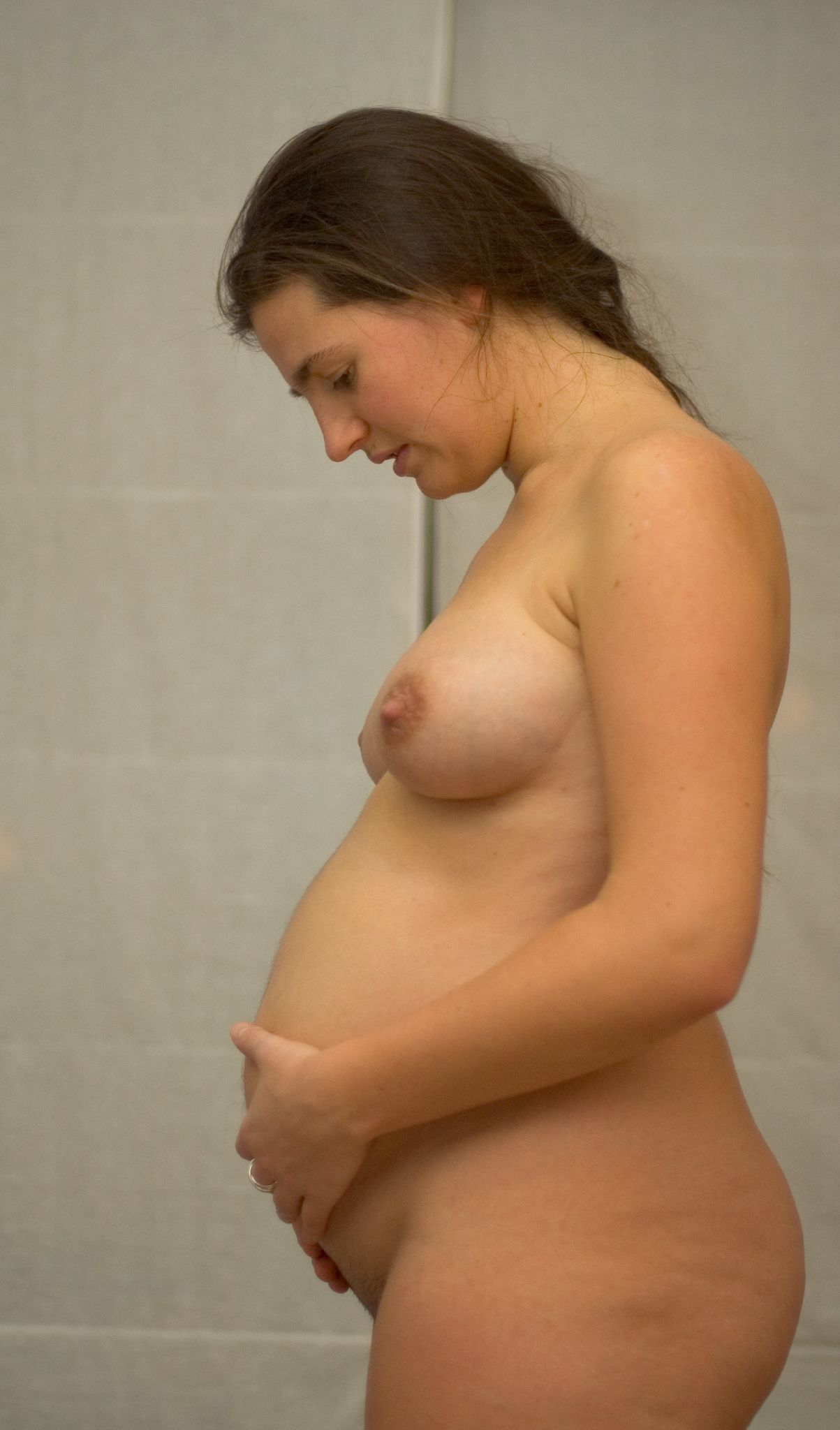
Durant l'embaràs s'escull el tipus de part desitjat

El tipus de part i com es desenvolupi depèn de la decisió de la mare, amb el suport i ajuda del seu entorn familiar i del seu equip professional sanitari. A la dona se li ha de demanar amb suficient antelació, al llarg de l'embaràs, el seu parer respecte a com vol que sigui el part: què vol fer des de l'ingrés fins que se li doni d'alta, quin tipus de part vol si no hi ha complicacions, el tipus d'anestèsia que vol, si en vol, i poder canviar d'opinió en qualsevol moment (per exemple, poder decidir quan està parint, en funció de com valora la seva resistència al dolor in situ, si finalment sí que vol anestèsia peridural en un moment en què consideri que ja no aguanta més), les accions amb les quals està d'acord i les que no vol si hi ha complicacions, els cuidats del nadó fins que surtin de l'hospital, etc. És recomanable que la constatació del parer es faci per escrit, per la qual cosa els hospitals de Catalunya tenen a la disposició de la futura mare un document que informa clarament de les pautes obligatòries i de les opcionals, en el qual l'equip assistencial ha de basar la seva actuació respecte de la dona i del nadó, des de l'ingrés a l'hospital fins al moment de l'alta.
Aquesta informació pot quedar recollida, si així ho desitja la mare, en un document anomenat consentiment informat, en el qual signa que coneix i accepta els procediments que ella ha dissenyat, junt amb l'equip sanitari, pel seu part. Aquest dret de la mare, a ser informada i escollir lliurement, està recollit a Catalunya en la Llei 41/2002, de 14 de novembre i la Llei 21/2000 (DOGC núm. 3303, d’11.01.2001).

## Orgasmes i sexualitat en el part
El part és un acte íntim que té paral·lelismes clars, tot i que no gaire estudiats, amb les relacions sexuals. De fet, hi ha dones que afirmen haver experimentat orgasmes durant el part natural. El fet de sentir sensacions similars s'explica perquè fisiològicament ambdós events se semblen molt. Per començar, tots dos es caracteritzen per la contracció involuntària de molts músculs en comú, però a més s'hi allibera endorfines i oxitocina, en ambdós casos, per a alliberar del dolor i per a ajudar a reforçar el vincle afectiu, amb la parella (sexe) o amb el fill (part). Sembla també que les dones que han donat a llum de manera natural viuen també de manera diferent els orgasmes que abans d'haver parit per primer cop, potser per la empremta que resta al cervell després d'haver viscut activament i conscient el part o perquè el part posa de manifest aguna etiologia de la disparèunia i orgasmes inhibits.

## Aspectes socials del part

### Placenta

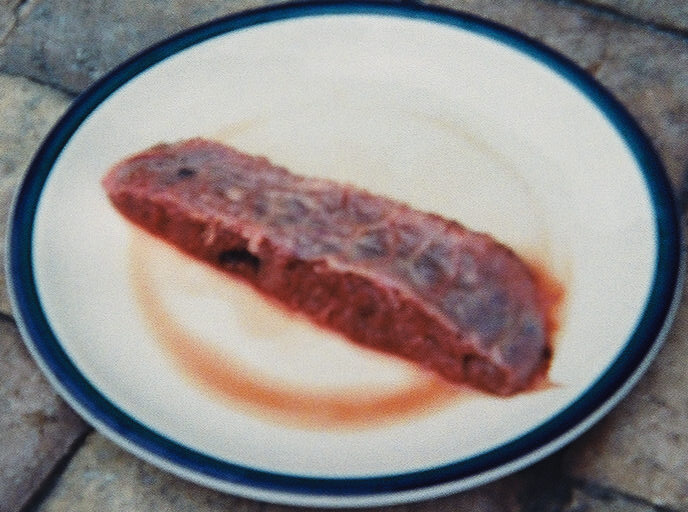
Una llesca de placenta humana, amb el costat interior, que toca el fetus, al damunt

La menstruació i la placenta tenen una importància sociocultural, com a agents nutricionals i productors de vida, en diverses cultures de tot el món. Per exemple, en algunes tradicions d'alguns llocs d'Amèrica del Sud i Central, ambdues s'utilitzen com a fertilitzant per a les plantes i arbres. En altres llocs és costum, en el cas particular de la placenta, i donat el seu caràcter excepcional front a la menstruació, enterrar-la i plantar-hi a sobre un arbre el mateix dia del naixement del nadó. En alguns pobles d'Austràlia, per exemple, es fa un cerimonial en el qual els familiars mengen la placenta (placentofàgia), cuinada, en honor del nounat i la seva mare.
La placentofàgia per part de la mare ha estat una habitud tan natural com donar el pit i ha estat estudiada per diversos antropòlegs. Sembla que es pot tractar d'una acció instintiva, que d'altra banda fan tots els mamífers. Els humans de la majoria de cultures occidentals modernes l'han abandonat per una qüestió de tabú (es relaciona en certa manera amb el canibalisme, amb l'addició del component femení i indirectament sexual, tant denostat per moltes cultures), però sí que es continua fent, per exemple, al poble esquimal. D'aquesta pràctica, en els animals no humans s'ha observat que aporta una millor recuperació de les ferides del part i una millor lactància, i a més, en general, el canvi hormonal de la mare en el puerperi no es fa tan exacerbat.